# Ломанига (Леко)
Ломанига је насеље у Италији у округу Леко, региону Ломбардија.
Према процени из 2011. у насељу је живело 518 становника. Насеље се налази на надморској висини од 278 м.